# Owieczki (Oborniki)
Pour les articles homonymes, voir Owieczki.
Owieczki (prononciation : [ɔˈvjɛt͡ʂki]) est un village polonais de la gmina de Rogoźno dans le powiat d'Oborniki de la voïvodie de Grande-Pologne dans le centre-ouest de la Pologne.
Il se situe à environ 7 kilomètres au nord-ouest de Rogoźno (siège de la gmina), à 17 kilomètres au nord-est d'Oborniki (siège du powiat), et à 43 kilomètres au nord de Poznań (capitale de la Grande-Pologne).

## Histoire
De 1975 à 1998, le village faisait partie du territoire de la voïvodie de Piła.

Depuis 1999, Owieczki est situé dans la voïvodie de Grande-Pologne.
Le village possède une population de 245 habitants.